# Кућни миш (Св. Килда, Шкотска)
Ст. Килда кућни миш (лат. Mus musculus muralis) је изумрла подврста кућног миша која се налази само на острвима архипелага Света Килда на сјеверозападу Шкотске. Први пут их је описао, заједно са пољским мишем Св. Килда, историчар природе Џералд Едвин Хамилтон Барет-Хамилтон 1899. године.

## Поријекло
Неизвесно је када су први пут стигли на острва, али је могуће да су тамо несвјесно пребачени током нордијског периода. Изолован на острвима, кућни миш са Свете Килде се одвојио од својих рођака. Постао је већи од копнених сорти, иако је имао низ заједничких особина са подврстама које се налазе на Микинесу на Фарским острвима, Mus musculus mykinessiensis.

## Изумирање подврсте
Када су последњи становници архипелага Света Килда евакуисани 1930. године, ендемски кућни миш је изумро врло брзо, јер је био повезан искључиво са људским насељима. Неки примерци постоје у музејима. Пољски миш Св. Килда (Apodemus sylvaticus hirtensis), подврста шумског миша, још увијек је присутан.